# Liste de jeux PlayStation 5
La liste de jeux PlayStation 5 répertorie les jeux vidéo disponibles sur la console PlayStation 5, distribués par des professionnels, sur le circuit commercial traditionnel, toutes régions confondues.
Remarques :
- Hormis quelques exceptions, l'intégralité des jeux PlayStation 4 sont rétrocompatibles sur PlayStation 5 via le PlayStation store, ou en version disque[1].
- Parmi les jeux PS4 rétrocompatibles, certains font l'objet d'une mise à niveau gratuite ou payante permettant de jouer avec les versions Playstation 5[2] ;
- Certains des jeux nommés ci-dessous sont encore en développement et peuvent donc changer de nom ou être annulés ;
- Par souci de cohérence avec le reste de Wikipédia en français, il est utile de mettre les appellations françaises si le jeu possède un titre francophone ;
- Cette liste répertorie les jeux distribués sur le circuit commercial traditionnel, c'est-à-dire en version physique. Pour les jeux distribués uniquement en ligne, se référer à la liste de jeux PlayStation Network ;
- Certaines exclusivités peuvent aussi être disponibles sur Windows et sur PlayStation 4.

Légende :
- CIAB = Code in a Box
- exclu = Exclusivité console PlayStation 5 (temporaire ou non)
- TL = indique si le jeu est tiré à un nombre limité d'exemplaires
- PSVR2 = Indique si le jeu est compatible avec le PlayStation VR2

- Haut – A
- B
- C
- D
- E
- F
- G
- H
- I
- J
- K
- L
- M
- N
- O
- P
- Q
- R
- S
- T
- U
- V
- W
- X
- Y
- Z

## 0-9
- 3 in 1 Spiele-Klassiker: Mensch ärgere dich nicht + Kniffel + DOG
- 3D Angeln Fischen - die Simulation
- 3D Billiards - Pool & Snooker
- 3D Mini Golf
- 5 in 1 Spiele-Klassiker: myRummy + 4 in Reihe + Backgammon + Dame + Mühle
- 7Days Heroes
- 8 Doors
- 30 Sports Games in 1
- 34 Sports Games - World Edition
- 41 Hours

## A
- A Boy and His Blob Retro Collection (TL)
- A Plague Tale: Innocence
- A Plague Tale: Requiem
- A Quiet Place: The Road Ahead
- A Space for the Unbound
- A Tale of Paper
- Abathor
- Absolute Tactics
- Ad Infinitum
- Adam Wolfe
- Aeterna Noctis
- AEW Fight Forever
- AFL 23
- Afterimage
- Agatha Christie - Hercule Poirot : The London Case
- Agatha Christie - Le Crime de l'Orient Express
- Agatha Christie - The ABC Murders
- Air Twister
- Airoheart
- AK-xolotl
- Akinofa
- Akka Arrh
- Alan Wake 2
- Alan Wake Remastered
- Albatroz
- Alex Kidd in Miracle World DX
- Alfred Hitchcock - Vertigo
- Alice Gear Aegis CS
- Aliens: Dark Descent
- Aliensː Fireteam Elite
- Alone in the Dark
- Alphadia Genesis (TL)
- Alphadia Genesis 2 (TL)
- Ambition Record (TL)
- Ambulance Life: A Paramedic Simulator
- American Hero (TL)
- Among Us
- Animal Hospital
- Animal Kart Racer
- Animal Kart Racer 2
- Animal Well
- Anno 1800
- ANNO: Mutanionem (TL)
  - ANNO: Mutanionem Complete Edition
- Anodyne 2 - Return to Dust (TL)
- Another Crusade (TL)
- Apsulov: End of Gods
- Aragami 2[3]
- Arcade Game Zone
- Arcade Spirits
- Arcade Paradise
- Arcadegeddon
- Archetype Arcadia (TL)
- ArcRunner
- Are You Smarter Than a 5th Grader?
- Arietta of Spirits (TL)
- ARK: Survival Ascended
- Arkanoid Eternal Battle
- Armed Emeth (TL)
- Armed Fantasia (TL)
- Armored Core VI: Fires of Rubicon
- Arsène Lupin : Voleur un Jour
- Art of Rally
- Arzette: The Jewel of Faramore (TL)
- As Dusk Falls
- Asdivine Cross (TL)
- Asdivine Saga (TL)
- Asonde Mahjong ga Tsuyokunaru! Ginsei Mahjong DX
- Asonde Shogi ga Tsuyokunaru! Ginsei Shogi DX2
- Asphalt Legends Unite
- Assassin's Creed Mirage
- Assassin's Creed Shadows
- Assassin's Creed Valhalla[4]
  - Assassin's Creed Valhalla : L'Aube du Ragnarök (CIAB)
  - Assassin's Creed Valhalla Ragnarök Edition
- Assault Suit Leynos 2: Saturn Tribute
- Assetto Corsa Competizione
- Astebros
- Asterigos: Curse of the Stars
- Astérix & Obélix : Baffez-les-tous !
- Astérix & Obélix : Baffez-les-tous ! 2
- Astérix & Obélix : Heroes
- Astérix & Obélix Maxi Collection
- Astérix & Obélix XXL : Romastered
- Astérix & Obélix XXL 2
- Astérix & Obélix XXL 3
- Astérix & Obélix XXL Collection
- Astérix et Obélix XXXL : Le Bélier d'Hibernie
- Astral Ascent (TL)
- Astria Ascending
- Astro Aqua Kitty (TL)
- Astro Bot (exclu)
- Astro Flame Starfighter (TL)
- Astronite
- Atari 50: The Anniversary Celebration
  - Atari 50: The Anniversary Celebration Expended Edition
- Atari Mania
- Atari Recharged Collection #1 (TL)
- Atari Recharged Collection #2 (TL)
- Atari Recharged Collection #3 (TL)
- Atari Recharged Collection #4 (TL)
- Atelier Marie Remake: The Alchemist of Salburg
- Atelier Ryza 3: Alchemist of the End & the Secret Key
- Atelier Yumia: l'Alchimiste des Souvenirs et la Terre Rêvée
- Atlas Fallen
- Atomic Heart
- Autobahn-Polizei Simulator 3̈
- Avatar The Last Airbender: Quest for Balance
- Avatar: Frontiers of Pandora
- Awaken  -Astral Blade-
- AWAY: The Survival Series
- Axiom Verge 2 (TL)
- Ayo the Clown (TL)
- Aztech Fogotten Gods (TL)

## B
- Baby Shark: Sing & Swim Party
- Babylon's Fall
- Back 4 Blood
- Backbeat
- Balan Wonderworld[5]
- Balatro
- Baldur's Gate III
- Bang-on Balls: Chronicles
- Banishers: Ghosts of New Eden
- Bar Stella Abyss
- Barbie Pojet Amitié
- Barton Lynch Pro Surfing
- Bassmaster Fishing 2022
- Bat Boy (TL)
- Batora: Lost Haven
- BATS Bloodsucker Anti Terror Squad (TL)
- Battle Axe
- Battle of Rebels
- Battle Spirits Cross Over
- Battlefield 2042
- BD Héros Vol.1
- Beholder 3
- Beholgar
- Ben 10: Power Trip
- Beyond a Steel Sky
- Beyond Enemy Lines 2
- Beyond Good & Evil - 20th Anniversary Edition (TL)
- Beyond the Ice Palace II (PSVR2)
- Bibi & Tina à la ferme équestre
- Bibi & Tina – Aventures à cheval
- Bibi & Tina – Nouvelles aventures à cheval
- Bibi Blocksberg: Das groβe Hexenbesen-Rennen 3
- Bill & Ted's Excellent Retro Collection (TL)
- Biomutant
- Bitmap Bureau Collection
- Blacksad: Under the Skin
- Blacksmith of the Sand Kingdom (TL)
- Blackwind
- Blade Assault
- Blasphemous 2
- BLAST BRIGADE VS. THE EVIL LEGION OF DR. CREAD (TL)
- Blazing Strike
- Bleak Faith: Forsaken
- Blood Bowl 3[6]
- BloodRayne ReVamped (TL)
- BloodRayne 2 ReVamped (TL)
- BloodRayne Betrayal Fresh Bites (TL)
- Bloodroots (TL)
- Blueyː Le Jeu Vidéo
- Boː Path of the Teal Lotus
- Bomb Rush Cyberfunk
- Borderlands 3 Ultimate Edition[7]
- Borderlands 4
- Born of Bread
- Boxville (TL)
- Bramble
- Bratz: Flaunt Your Fashion
- Breakers Collection (TL)
- Breathedge
- Broadsword Warlord Edition
- BROK the InvestiGator (TL)
- Broken Pieces
- Broken Sword: Reforged
- Brotato (TL)
- Bubsy: The Purrfect Collection (TL)
- Bud Spencer & Terence Hill Slaps and Beans 2
- Buddy Simulator 1984 (TL)
- Bugsnax[8]
- Bunny Park
- Bus Simulator 21 - Next Stop - Gold Edition

## C
- C-Smash VRS (TL)(PSVR2)
- C.A.R.D.S. RPG: THE MISTY BATTLEFIELD
- Calico
- Call of Duty: Black Ops 6
- Call of Duty: Black Ops Cold War[9]
- Call of Duty: Modern Warfare II
- Call of Duty: Modern Warfare III
- Call of Duty: Vanguard
- Call of the Sea
- Call of the Wild: The Angler
- Can't Drive This
- Candle Knight
- Cannon Dancer Osman (TL)
- Captain Toonhead vs The Punks from Outer Space
- Castlevania Dominus Collection (TL)
- Cat Quest III
- Cat Rescue Story
- Cats on Duty
- Catan
  - Catan Super Deluxe
- Catlateral Damage Remeowstered (TL)
- Card-en-Ciel
- Cave Digger 2 (PSVR2)
- Charon's Staircase
- Chef Life: A Restaurant Simulator
- Chernobylite
- Chilvary II[10]
- Chorus[11]
- Chroma Quaternion (TL)
- Chronicles of 2 Heroes
- Cities: Skylines II
- City Driver
- Clash: Artifacts of Chaos
- Class of Heroes 1 & 2 Complete Edition
- Classified France '44
- Clive 'N' Wrench
- Clock Tower Rewind (TL)
- Clockwork Aquario (TL)
- Cloudpunk
- Coastline Flight Simulator
- Cobra Kai 2: Dojos Rising
- Cocoon
- Coffee Talk
- Coffee Talk Double Pack
- Coffee Talk Episode 2
- Colossal Cave (TL)
- Company of Heroes 3
- Concept Destruction (TL)
- Concord (exclu)
- Conscript
- Construction Simulator
  - Construction Simulator Gold Edition
- Contra: Operation Galuga
- Contraptions Collection
- Control Ultimate Edition[12]
- Core Keeper
- Cotton 100% (TL)
- Cozy Grove
- Crash Drive 3
- Crash Team Rumble
- Crazy Chicken Extreme
- Crazy Chicken Jump'N'Run Schatz Jäger
- Crazy Chicken Jump'N'Run Schatz Jäger 2
- Crazy Chicken Kart 2
- Crazy Chicken Piraten
- Crazy Chicken Shooter Edition
- Crazy Chicken X
- Cricket 22
- Cricket 24
- Cricket: Jae's Really Peculiar Game
- Crime Boss: Rockay City
- Crimson Spires (TL)
- Crisis Core Final Fantasy VII Reunion
- Cris Tales[13]
- Cross Tails
- CrossFire Sierra Squad
- Crown Wars: The Black Prince
- Crusader Kings 3
- Cry Baby Magic Tears - The Big Game
- Crymachina
- Crystal Ortha (TL)
- Cthulhu Saves Christmas (TL)
- Cuisineer
- Cult of the Lamb
- Curse of the Searats
- Curved Space
- Custom Mech Wars
- Cyberpunk 2077 Ultimate Edition
- Cygni: All Guns Blazing

## D
- Dakar
- Dark Alliance
- Darkest Dungeon II
- DARQ Complete Edition[14] (TL)
  - DARQ Ultimate Edition
- Dawn of the Monsters (TL)
- Daymare 1994
- Days Gone Remastered (exclu)
- Days of Doom
- DC Justice League : Chaos Cosmique
- DC Krypto Super-Chien : Les Aventures De Krypto Et Ace
- Dead by Daylight 5th Anniversary (Japon)
  - Dead by Daylight Sadako Rising Edition (Japon)
  - Dead by Daylight Special Edition[15] (Japon)
  - Dead by Daylight Ultimate Edition (Japon)
- Dead Cells - Return to Castlevania
- Dead End City
- Dead Island 2
  - Dead Island 2 Ultimate Edition
- Dead Rising Deluxe Remaster
- Dead Space
- Deadcraft
- Death End Re;Quest Code Z
- Death Mark II
- Death or Treat
- Death Stranding 2: On the Beach (exclu)
- Death Stranding Director's Cut
- Death's Door
- Deathloop[16],[17]
- DeathWish Enforcers (TL)
- Deep Rock Galactic
- Deliver At All Costs
- Deliver Us The Moon
- Delivery Driver Die Paketzusteller Simulation
- Demetrios (TL)
- Demon Slayer The Hinokami Chronicles
- Demon Slayer: Sweep The Board!
- Demon Turf (TL)
- Demon's Souls (exclu)[18]
- Demon's Tier+ (TL)
- Demoniaca: Everlasting Night (TL)[19]
- Desolatium
- Desperate Vladivostok (PSVR2)
- Destroy All Humans! 2: Reprobed
- Destruction AllStars (exclu)[18]
- Devil Engine
- Devil May Cry 5 Special Edition
- Diablo IV
- Die After Sunset
- Diesel Legacy: The Brazen Age
- Dinosaurs: Mission Dino Camp
- Disciples Liberation
- DiRT 5[20]
- Disco Elysium The Final Cut (TL)
- Disgaea 6 Complete
- Disgaea 7
  - Disgaea 7ː Koremade no Zenbu Iri Hajimemashita (Japon)
- Disney Dreamlight Valley
- DNF Duel
- Do Not Open
- Doki Doki Literature Club Plus
- Dollhouse: Behind the Broken Mirror
- Dolmen
- Dolphin Spirit Ocean Mission
- Dordogne
- Double Dragon Gaiden: Rise of the Dragons
- Double Shake
- Dracula's Legacy
- Dragon Age: The Veilguard
- Dragon Ball FighterZ
- Dragon Ball: Sparking! Zero
- Dragon Ball Xenoverse 2
- Dragon Ball Z Kakarot
  - Dragon Ball Z Kakarot Legendary Edition
- Dragon Lapis (TL)
- Dragon Prana (TL)
- Dragon Quest I & II HD-2D Remake
- Dragon Quest III HD-2D Remake
- Dragon Quest X Offline (Japon)
- Dragon's Dogma II
- Dreadout 2
- DreamWorks All-Star Kart Racing
- DreamWorks Dragon: Légendes des Neufs Royaumes
- DreamWorks Trolls Remix Rescue
- Dredge Complete Edition
  - Dredge Deluxe Edition
- DRIFTCE (Japon)
- Drunken Fist (TL)
- Dungeon Munchies
- Dungeons 4
- Dusk Diver 2
- Dustborn
- Dustwind - The Last Resort (TL)
- Dwerve
- Dying Light 2 Stay Human[21]
- Dying Light: The Beast
- Dynasty Warriors 9 Empires (Japon)
- Dynasty Warriors Origins
- Dyschronia Chronos Alternate (PSVR2)

## E
- EA Sports College Football 25
- EA Sports FC 24
- EA Sports FC 25
- EA Sports PGA Tour
- EA Sports UFC 5
- EA Sports WRC
- Earth Defense Force 6 (exclu)
- Earth Defense Force: World Brothers 2
- Ed-0: Zombie Uprising
- Edge of Eternity
- Eiyuden Chronicle: Hundred Heroes
- Eiyuden Chronicle: Rising
- El Paso Elsewhere
- Elden Ring
  - Elden Ring: Shadow of the Erdtree Edition
- Elden Ring Nightreign
- Eldest Souls (TL)
- Elex II
- Elypse
- Enchanted Portals
- Enclave HD (TL)
- Endzone A World Apart - Complete Edition
  - Endzone A World Apart - Survivor Edition
- Enotria: The Last Song
- Epic Mickey: Rebrushed
- Eternights
- Ever Forward
- Everdream Valley
- Evergate
- Evil Dead
- Evil Genius 2 World Domination
- Evil Inside
- Evil West
- Evotinction
- Exodemon
- Exophobia
- Exoprimal
- Expeditions - A MudRunner Game

## F
- F.I.S.T.: Forged in Shadow Torch
- F1 2021
- F1 22
- F1 23
- F1 24
- F1 Manager 22
- F1 Manager 23
- Fabledom
- Fairgame$ (exclu)
- Fairy Fencer F: Refrain Chord
- Fairy Tail 2
- Fallen Legion: Rise to Glory
- Fallen Legion: Rise To Glory / Fallen Legion: Revenants
- Falling Out (TL)
- Fantasy Friends Dream Worlds
- FantaVision 202X (exclu)(TL)
- Far Cry 6[22]
- Farm Adventures: Life in Willowdale
- Farmagia
- Farmers VS Zombies
- Farming Simulator 22
  - Farming Simulator 22 Platinum Edition
  - Farming Simulator 22 Premium Edition
- Farming Simulator 25
- Fashion Police Squad (TL)
- Fate/Samurai Remnant
- Fate Seeker II
- Fear Effect (TL)
- Fearmomiium (TL)
- Felix The Cat (TL)
- Fernbus Coach Simulator
- FIFA 21 NXT LVL Edition[23]
- FIFA 22
- FIFA 23
- Fight 'n Rage
- Fighting Force Collection (TL)
- Final Fantasy VII Rebirth (exclu)
- Final Fantasy VII Remake Intergrade (exclu)
- Final Fantasy XVI (exclu)[16]
- Final Form
- Final Vendetta
- Firefighting Simulator - The Squad
- Fishing: North Atlantic
- Five Nights at Freddy's Help Wanted 2
- Five Nights at Freddy's: Security Breach[24]
- Flashback 2
- Flint: Treasure of Oblivion
- Flintlock: The Siege of Dawn
- Fobia: St. Dinfna Hotel
- Football Manager 2024
- Foreclosed
- Forklift Simulator
- Formula Retro Racing World Tour
- Forspoken  (exclu)
- Fort Boyard: Les défis du Père Fouras
- Fort Solis
- Fortnite: Légendes Animées (CIAB)
- Fortnite: Pack Dernier Rire (CIAB)
- Fortnite: Pack Légendes Fraiches (CIAB)
- Fortnite: Pack Transformers (CIAB)
- Forza Horizon 5
- Frogun (TL)
  - Frogun Deluxe Edition
- Front Mission 1st
- Front Mission 2
- Funko Fusion

## G
- Gabelstapler 2 - Die Simulation
- Gal Guardians - Demon Purge
- Galactic Wars EX (TL)
- Gamedec
- Games Advent Calendar 2024
- Gangs of Sherwood
- Garden Life: A Cozy Simulator
- Garden Simulator
- Garden Witch Life
- Garfield Lasagna Party
- Gear Club Unlimited 2 Ultimate Edition
- Gears of War: Reloaded
- GEX Trilogy (TL)
- Ghost of Tsushima Director's Cut (exclu)
- Ghost of Yōtei (exclu)
- Ghost Song
- Ghostbusters: Rise of the Ghost Lord (TL) (PSVR2)
- Ghostbusters: Spirits Unleashed
- Ghostrunner
- Ghostrunner II
- Ghostwire: Tokyo[25]
- Gift
- GigaBash (TL)
- Gigantosaurus: Dino Kart
- Gigantosaurus: Dino Sports
- Gimmick! 2 (TL)
- Gleylancer & Gynoug Combo Pack (TL)
- Gloom and Doom
- Gloomhaven - Mercenaries Edition
- Gnosia
- Goat Simulator 3
- God of Rock
- God of War Ragnarök  (exclu)[16]
- Godfall[26]
- Golazo! 2
- Goldorak
- Goodbye World
- Goonya Monster
- Gord
- Gori Cuddly Carnage
- Gotham Knights[27]
- Gothic Remake
- Gran Turismo 7 (exclu)
- Granblue Fantasy: Relink (exclu)
- Grand Theft Auto V[28]
- Grand Theft Auto VI
- Graven
- Gravity Circuit
- Greak Memories of Azur
- Greedfall Gold Edition
- Greyhill Incident
- Grid Legends
- Grime (TL)
- GrimGrimoire OneMore
- Grounded (TL)
- Grow a Garden
- Guilty Gear Strive
  - Guilty Gear Strive GG 25th Anniversary Edition
  - Guilty Gear Strive Starter Edition 2022 (Japon)
- Gunborg Dark Matters (TL)
- Gungrave G.O.R.E
- Gundam Breaker 4
- Gunfire Reborn
- Gunvolt: Records Cychronicle
- Guts 'n Goals (TL)
- Gylt

## H
- Habroxia
- Hades[29]
- Hammerwatch II: The Chronicles Edition
- Happy Funland (PSVR2)
- Harayigami 1•2•3 Pack
- Harry Potter Champions de Quidditch
- Harvest Days
- Harvest Moon: The Winds of Anthos
- Haunted House
- Haven[30]  (TL)
- Heart of the Woods (TL)
- HDC Heavy Duty Challenge: The Off-Road Truck Simulator
- Heidelberg 1693 (TL)
- Hell Let Loose
- Hell Pie (TL)
- Hellboy: Web of Wyrd
- Helldivers 2
- Hello Neighbor 2
- High On Life
- Hitman 3[31]
- Hitman World Of Assassination
- Hoa
- Hogwarts Legacy : L'Héritage de Poudlard[32]
- Horizon Forbidden West (exclu)
  - Horizon Forbidden West Complete Edition (exclu)
- Horizon Zero Dawn Remastered (exclu)
- Horror Tales: The Beggar
- Horror Tales: The Wine
- Horse Club Adventures 2
- Horse Tales - La Vallée d'Émeraude
- Hot Wheels Unleashed
- Hot Wheels Unleashed 2
- Hot Wheels Unleashed Collection
- Hotel Life: A Resort Simulator
- House Flipper 2
- Hubris
- Human Fall Flat Anniversary Edition
  - Human Fall Flat Dream Edition
- Humanity (TL) (PSVR2)
- Humankind
- Hunting Simulator 2
- Hyper Gunsport (TL)
- Hyper-5 (TL)

## I
- Ib (Japon)
- Idol Manager (Japon)
- Ikai
- Immortals Fenyx Rising[33]
- Immortals of Aveum
- In Nightmares
- In Rays Of The Light (TL)
- In Sound Mind[34]
- Indika
- Inertial Drift
- Inescapable
- Infinite Links (TL)
- Infinity Strash: Dragon Quest The Adventure of Daï (Japon)
- Infliction Extended Cut (TL)
- Inner Ashes
- Intergalactic: The Heretic Prophet (exclu)
- Inscryption (TL)
- Insomnis Enhanced Edition
- Inspecteur Gadget - Mad Time Party
- Instant Sports All-Stars
- Instant Sports Plus
- IREM Collection Volume 1 (TL)
- IREM Collection Volume 2 (TL)
- IREM Collection Volume 3 (TL)
- IREM Collection Volume 4 (TL)
- IREM Collection Volume 5 (TL)
- Iron Harvest Complete Edition
- Iron Meat (TL)
- Iron Wings

## J
- Jack Holmes: Master of Puppets
- Jagged Alliance 3
- Jets'N'Guns 2 (TL)
- Jett Rider (Japon)
- Jitsu Squad
- JoJo's Bizarre Adventure: All Star Battle R
- Jubilee (TL)
- Judgment [35]
- Juicy Realm
- Jujutsu Kaisen: Cursed Clash
- Jumanji Le Jeu Vidéo
- Jumanji: Aventures Sauvages
- Jurassic Park: Classic Games Collection
- Jurassic World Evolution 2
- Jusant
- Just Dance 2021[36]
- Just Dance 2022
- Just Dance 2023 Edition (CIAB)
- Just Dance 2024 Edition (CIAB)
- Just Dance 2025 Edition (CIAB)
- Justice Chronicles (TL)

## K
- Kao the Kangaroo
- KAMiBAKO - Mythology of Cube - (Japon)
- KEMCO RPG Selection Vol.1 (Japon)
- KEMCO RPG Selection Vol.11 (Japon)
- KEMCO RPG Selection Vol.12 (Japon)
- Kena: Bridge of Spirits
- KeyWe
- Killer Clowns From Outer Space: The Game
- Killer Frequency
- King Leo
- Kingdom Come: Deliverance II
- Kingdom of Asteborg
- Kitaria Fables
- Klonoa Phantasy Reverie Series
- Knight VS Giant (Japon)
- Koa
- Kombinera (TL)
- Kona II: Brume
- KUNG FURY: Street Rage Ultimate Edition (TL)

## L
- L.O.L. Surprise! B.B.s VOYAGE AUTOUR DU MONDE
- L'Âge de Glace : La folle aventure de Scrat
- L'Amerzone : Le Testament de l'explorateur
- Labyrinth of Galleria: The Moon Society
- Lake
- Last Days of Lazarus
- Last Labyrinth (TL) (PSVR2)
- Last Night of Winter (TL)
- Last Time I Saw You
- Lawn Mowing Simulator
- Layers of Fear (TL)
- Le Donjon de Naheulbeukː L'Amulette du Désordre
- Legend of Ixtona (TL)
- Lego 2K Drive
- Lego Brawls
- LEGO Harry Potter Collection
- Lego Horizon Adventures
- Lego Star Wars : La Saga Skywalker[37]
  - LEGO Star Wars : La Saga Skywalker Édition Galactique
- Lemon Cake
- Lempo (TL)
- Leo: Le Chat Pompier
- Les Schtroumpfs - Mission Malfeuille
- Les Schtroumpfs - Village Party
- Les Schtroumpfs 2 - Le Prisonnier de la Pierre Verte
- Les Schtroumpfs 3 - L'épopée des rêves
- Les Sisters 2 - Stars des Réseaux
- Let's Build a Zoo
- Let's School
- Let's Sing 2022
  - Let's Sing 2022 Hits Français & Internationaux
  - Let's Sing 2022 Incluye Canciones Españolas
  - Let's Sing 2022 Mit Deutschen Hits
- Let's Sing 2023
  - Let's Sing 2023 Hits Français & Internationaux
  - Let's Sing 2023 Incluye Canciones Españolas
  - Let's Sing 2023 Mit Deutschen Hits
  - Let's Sing 2023 With Hits from Australia & NZ
- Let's Sing 2024
  - Let's Sing 2024 Hits Français & Internationaux
  - Let's Sing 2024 Incluye Canciones Españolas
  - Let's Sing 2024 Mit Deutschen Hits
- Let's Sing 2025
  - Let's Sing 2025 Australian/NZ Version
  - Let's Sing 2025 French Version
  - Let's Sing 2025 German Version
  - Let's Sing 2025 Spanish Version
  - Let's Sing 2025 UK Version
- Let's Sing Abba
- Liege Dragon  (TL)
- Lies of P
- Life Is Strange: Double Exposure
- Life Is Strange: True Colors
- Like a Dragon: Infinite Wealth
- Like A Dragon: Ishin
- Like a Dragon Gaiden: The Man Who Erased His Name
- LISA: Definitive Edition
- Little Big Adventure - Twinsen's Quest
- Little League World Series Baseball 2022
- Little Nightmares 2
- Little Nightmares III
- Lollipop Chainsaw RePOP  (TL)
- Looney Tunes - Wacky World of Sports
- Lords of the Fallen
- Lost Eidolons
- Lost Epic
- Lost Judgment[38]
- Lost Records: Bloom & Rage
- Lost Ruins  (TL)
- Love Choice  (TL)
- Lunar Lander: Beyond
- Lunark  (TL)

## M
- Ma Vie : Veterinaire
- Ma Vie : Vétérinaire à la ferme
- Ma Vie A La Ferme
- MACROSS -Shooting Insight-
- Madden NFL 21[39]
- Madden NFL 22
- Madden NFL 23
- Madden NFL 24
- Madden NFL 25
- Madison
- Madison VR
- Madou Monogatari 4 (Japon)
- Mafia: The Old Country
- Magical Bakery
- Maid of Sker
- ManEater
- Manifold Garden (TL)
- Marsupilami – LE SECRET DU SARCOPHAGE
- Martha is Dead
- Marvel's Avengers[40]
- Marvel's Guardians Of The Galaxy
- Marvel's Midnight Suns
- Marvel's Spider-Man 2 (exclu)
- Marvel's Spider-Man: Miles Morales (exclu)
- Marvel's Wolverine (exclu)
- Master Detective Archives: Rain Code
- MasterChef The Official Video Game
- Matchbox Driving Adventures
- Matchpoint Tennis Championships
- Mato Anomalies
- Mayhem Brawler (TL)
- Mechwarrior 5
- Medieval Dynasty
- Meet Your Maker
- Melon Journey: Bittersweet Memories
- Memorrha
- Memory
- Mensch ärgere Dich Nicht - das Original Brettspiel
- Mercenaries Lament: Requiem of the Silver Wolf
- Metal Gear Solid: Master Collection Vol.1
- Metal Gear Solid Delta: Snake Eater
- Metaphor: ReFantazio
- Metro Exodus
- Mia and the Dragon Princess (TL)
- Miasma Chronicles
- Mighty Fight Federation (TL)
- Mighty Goose (TL)
- Minecraft Legends
- Mineko's Night Market
- Miraculous: Paris Under Siege
- Miraculous: Rise of the Sphynx
- Mixture
- MLB The Show 21
- MLB The Show 22
- MLB The Show 23
- MLB The Show 24
- Mon-Yu: Defeat Monsters And Gain Strong Weapons And Armor. You May Be Defeated, But Don’t Give Up. Become Stronger. I Believe There Will Be A Day When The Heroes Defeat The Devil King
- Monark
- Monochrome Mobius: Rights and Wrongs Forgotten
- Monopoly
- Monster Boy and the Cursed Kingdom
- Monster Energy Supercross 4
- Monster Energy Supercross 5
- Monster Energy Supercross 6
- Monster High: Skulltimate Secrets
- Monster Hunter Wilds
- Monster Jam Showdown
- Monster Menu - The Scavenger's Cookbook
- Monster Truck Championship
- Moonscars
- Morbid: The Lords of Ire
- Morkull
- Mortal Kombat 1
- Mortal Kombat 11 Ultimate
  - Mortal Kombat: The 30th Anniversary Ultimate Bundle
- Mortal Shell Enhanced Edition
  - Mortal Shell Enhanced Edition Game of The Year
- MotoGP 21
- MotoGP 22
- MotoGP 23
- MotoGP 24
- Mount and Blade II: Bannerlord
- Moving Out 2
- Mr. Driller: Drill Land (Corée du Sud)
- Mr. Run & Jump + Kombinera
- Mushoku Tensei: Jobless Reincarnation Quest of Memories
- Music Racer Ultimate (TL)
- MX VS ATV Legends
  - MX VS ATV Legends 2024 Monster Energy Supercross Edition
  - MX VS ATV Legends Season One
  - MX VS ATV Legends Season Two
- MXGP 2020
- My Fantastic Ranch
- My Life: Riding Stables 3
- My Little Pony A Maretime Bay Adventure
- My Little Pony: Mystère à Hauts-de-Zéphyr
- My Time at Sandrock
- MythForce (TL)

## N
- NBA 2K21[28]
- NBA 2K22
- NBA 2K23 (en)
- NBA 2K24
- NBA 2K25
- Necromunda: Hired Gun
- Neptunia ReVerse (exclu)
- Nerf Legends
- NHL 22 (en)
- NHRA Speed for All
- Nickelodeon All Stars Brawl
- Nickelodeon Kart Racers 3 Slime Speedway
- Night Trap (TL)
- Nioh Collection (exclu)
  - Nioh Remastered (exclu) (Japon)
  - Nioh 2 Remastered (exclu) (Japon)
- No Longer Human
- No Man's Sky

## O
- Observer: System Redux[41]
- Oddworld: Soulstorm[42]
- On The Road Truck Simulator
- One Piece Odyssey
- Outcast 2
- Outriders[43]
  - Outriders Worldslayer
- Outward Definitive Edition (Japon)
- Overcooked! All You Can Eat[44]
- Override 2 : Super Mech League[45]
- Oxide Room 104

## P
- PAC-Man World Re-PAC
- Panda Hero Remastered
- Panorama Cotton (TL)
- Park Beyond
- Paw Patrol, La Pat'Patrouille Grand Prix
- Payday 3
- Pentiment
- Persona 5 Royal
- Plague Road Reload (TL)
- Planet Coaster[46]
- Plumbers Don't Wear Ties (TL)
- Poker Club
- Port Royale 4
- PowerWash Simulator
- Praey for the Gods
- Prize Fighter Remastered (TL)
- Puyo Puyo Tetris 2[47]
- Puzzle Bobble 3D: Vacation Odyssey (exclu)

## Q
- Quake (TL)
- Qui Veut Gagner Des Millions ? Nouvelle Édition

## R
- Raiden IV X Mikado Remix (Japon)
- Ratchet and Clank: Rift Apart (exclu)[18]
- Real Farm Premium Edition
- Recompile[48]
- Record of Lodoss War: Deedlit in Wonder Labyrinth
- Relayer
- Rendering Ranger: R2 (TL)
- Renzo Racer
- Resident Evil 4
  - Resident Evil 4: VR Mode (exclu) (PSVR2)
- Resident Evil Village[28] (PSVR2)
  - Resident Evil Village Gold Edition (PSVR2)
- Returnal (exclu)[18]
- Riddled Corpses EX (TL)
- Ride 4[49]
- Riders Republic[50]
- Rims Racing
- Rise of the Rōnin (exclu)
- River City Girls Zero (TL)
- River City Girls (TL)
- River City Girls 2 (TL)
- RPGolf Legends
- Road 96
- Road Maintenance Simulator
- RoboCop: Rogue City
- Rugby 22
- Rustler

## S
- Sackboy: A Big Adventure (exclu)[18]
- Saint Kotar
- Saints Row
- Saints Row the Third Remastered (Japon)
- Saros (exclu)
- Scarlet Nexus[51]
- Sea of Thieves
- Seed of Life
- Senua's Saga: Hellblade II
- Session
- Severed Steel
- Shantae (TL)
- Shantae and the Pirate's Curse (TL)
- Shantae and the Seven Sirens (TL)
- Shantae: Half-Genie Hero Ultimate Edition (TL)
- Shantae: Risky's Revenge Director's Cut (TL)
- Sheepo (TL)
- Sherlock Holmes: Chapter One[52] (Corée du Sud)
- Sid Meier's Civilization VII
- Sifu
- Silent Hill : The Short Message
- Sir Lovelot (TL)
- Skull & Bones
- Skull Island: Rise of Kong
- Slaycation Paradise
- Sniper Elite 5
- Sniper: Ghost Warrior Contracts 2
- SnowRunner
- Sonic Frontiers
- Sonic X Shadow Generations
- Sonic Superstars
- Sorry We're Closed
- Soul Hackers 2
- Soulstice
- Spacebase Startopia
- Spidersaurs (TL)
- Spirit of the North Enhanced Edition
- Star Ocean: The Divine Force
- Star Trek Prodigy: SuperNova
- Star Wars Eclipse[53]
- Star Wars Jedi: Fallen Order
- Star Wars Jedi: Survivor
- Star Wars: Knights of the Old Republic Remake (exclu)
- Star Wars Outlaws
- Steelrising[54]
- Stellar Blade
- Stranger of Paradise: Final Fantasy Origin
- Stray[16],[55]
- Street Fighter 6
- Street Outlaws 2: Winners Takes All
- Subnautica: Below Zero
- Suicide Squad: Kill the Justice League[56]
- Summer Sports Games
- Summertime in Madness (TL)
- Super Monkey Ball: Banana Mania
- Super Sami Roll (TL)
- Sword And Fairy 7
- Sword of the Necromancer
- Syberia: The World Before

## T
- Tactics Ogre: Reborn
- Tad: The Last Explorer
- Taiko no Tatsujin Rhythm Festival
- Tails of Iron
- Tales of Arise
  - Tales of Arise Beyond the Dawn Edition
- Tales of Graces f Remastered
- Tales of the Neon Sea
- TAPE: Unveil the Memories Director's Edition
- Task Force Delta: Afghanistan
- Taxi Life: A City Driving Simulation
- Tchia
- Teardown
- Teenage Mutant Ninja Turtles Arcade: Wrath of the Mutants
- Teenage Mutant Ninja Turtles: Shredder's Revenge
  - Teenage Mutant Ninja Turtles: Shredder's Revenge Anniversary Edition
  - Teenage Mutant Ninja Turtles: Shredder's Revenge Ultimate Edition
- Teenage Mutant Ninja Turtles The Cowabunga Collection
- Teenage Mutant Ninja Turtles: Mutants Unleashed
- Tekken 8
- Temtem[57]
- Ten Dates
- Tenka Tõitsu SSB
- Tennis On-Court
- Tennis World Tour 2 Complete Edition
- Terminator Resistance Enhanced
- Terminator: Survivors
- Test Drive Unlimited Solar Crown
- Tetris Effect: Connected
- Tevi
- That Time I Got Reincarnated as a Slime ISEKAI Chronicles
- The Artful Escape
- The Ascent
- The Binding of IsaacThe Binding of IsaacThe Binding of Isaac Repetance (TL)
- The Bridge Curse : Road to Salvation
- The Bridge Curse 2 : The Extrication
- The Caligula Effect 2
- The Caligula Effect: Overdose
- The Callisto Protocol
- The Centennial Case A Shijima Story (Japon)
- The Chant
- The Courrier
- The Crew Motorfest
- The Crown of Wu
- The Dark Pictures Anthology: House of Ashes
- The Dark Pictures Anthology: The Devil in Me
- The Dark Pictures Anthology Vol. 2
- The Darkside Detective Duology
- The DioField Chronicle
- The Dragoness: Command of the Flame
- The Elder Scrolls IV: Oblivion Remastered
- The Eternal Cylinder
- The Eternal Life of Goldman
- The Exit 8 + Platform 8 Double Pack
- The Falconeer: Warrior Edition
- The Forest Cathedral
- The Forgotten City
- The Gap
- The Gardens Between
- The Grinch: Christmas Adventures
- The House of the Dead 1 Remake
- The Inquisitor
- The Invincible
- The Karate Kid: Street Rumble
- The King of Fighters XV
- The Knight Witch
- The Last Faith
- The Last of Us Part I (exclu)
- The Last of Us Part II Remastered (exclu)
- The Last Oricru
- The Last Spell
- The Last Stand Aftermath
- The Last Worker
- The Legend of Heroes: Kai no Kiseki - Farewell O Zemuria
- The Legend of Heroes: Trails into Reverie
- The Legend of Heroes: Trails of Cold Steel III & IV
- The Legend of Heroes: Trails Through Daybreak
- The Legend of Heroes: Trails Through Daybreak 2
- The Legend of Legacy HD Remastered
- The Legend of Tianding
- The Light Brigade
- The Lord of the Ringsː Gollum[58]
- The Lord of the Rings: Return to Moria
- The Many Pieces Of Mr. Coo
- The Medium
- The Oregon Trail
- The Ouroboros King
- The Outbound Ghost
- The Outer Worlds 2
- The Pathless[16],[59]
- The Persistence Enhanced
- The Pixel Pulps Collection
- The Plucky Squire
- The Quarry
- The Riftbreaker
- The Rumble Fish 2
- The Silent Swan
- The Sorrowvirus
- The Stanley Parable Ultra Deluxe
- The Tale of Onogoro
- The Talos Principle 2
- The Texas Chain Saw Massacre
  - The Texas Chain Saw Massacre 50th Anniversary
- The Traumaturge
- The Valiant
- The Walking Dead: Destinies
- The Walking Dead: Saints and Sinners Chapter 2 - Retribution
- The Watchmaker
- The Wired VR Bundle
- The Witcher 3: Wild Hunt – Complete Edition[60]
- The Wreck
- Them's Fightin' Herds
- This Way Madness Lies
- Thumper
- Thunder Ray
- Thymesia
- Tiebreak
- Time on Frog Island
- Tin Hearts
- Tintin Reporter : Les Cigares du pharaon
- Tiny Tina's Wonderlands
- Tiny Troopers Global Ops
- Titan Quest II
- TOEM
- Tokyo Psychodemic
- Tom Clancy's Rainbow Six: Extraction
- Tom Clancy's Rainbow Six: Siege[61]
- Tomb Raider I-II-III Remastered
- Tomba!
- Tomba! 2
- Tony Hawk's Pro Skater 1 + 2
- Top Racer Collection
- Top Spin 2K25
- Tormented Souls
- Tormented Souls 2
- Tortuga: A Pirate's Tale
- Totally Spies! Cyber Mission
- Touhou Luna Nights
- Touhou Spell Carnival
- Tour de France 2021
- Tour de France 2022
- Tour de France 2023
- Tour de France 2024
- Tourist Bus Simulator
- Tower of Fantasy
- Townsmen VR
- Train Life A Railway Simulator
- Train Sim World 2 Rush Hour Deluxe Edition
- Train Sim World 3
- Train Sim World 4
- Train Sim World 4 Flying Scotsman Centenary Edition
- Train Sim World 5
- TramSim Console Edition
- Transformers Earthspark Expedition
- Transformers Epreuves Galactiques
- Transport Fever 2
- Treasures of the Aegean
- Trek to Yomi
- Trepang2
- Tribes of Midgard[62]
- Trigger Witch (TL)
- Trine 5
- Trinity Trigger
- Trip World DX
- Tropico 6
- Truck & Logistics Simulator
- Truck Driver American Dream
- TT Isle of Man - Ride on the Edge 3
- Turrican Anthology Vol.1 (TL)
- Turrican Anthology Vol.2 (TL)
- Two Point Campus
- Two Point Museum

## U
- Ufouria: The Saga 2
- Ultimate Runner
- Ultracore (TL)
- Ultros
- Umbraclaw
- Unbound Worlds Apart
- Uncharted: Legacy of Thieves Collection (exclu)
- Under Defeat
- Under Night in-Birth 2 - [Sys:Celes]
- Under the Waves
- Underdog Detective
- Undernauts
- Undisputed
- Unicorn Overlord
- United Assault: Normandy '44
- United Assault: World War 2
- Unknown 9: Awakening
- Unpacking (TL)
- Until Dawn
- Urban Myth Dissolution Center
- Urgence 112
- Utawarerumono ZAN 2 (exclu) (Japon)

## V
- Valkyrie Elysium (exclu)
- Valthirian Arc Hero School Story 2
- Vampire: The Masquerade – Swansong[63]
- Ved
- Vengeful Guardian Moonrider
- Venus Vacation PRISM: DEAD OR ALIVE Xtreme
- Vernal Edge
- Vertigo 2
- Vesper Zero Light
- Virgo versus The Zodiac
- Visions of Mana
- Void Terrarium++[64]
- VR Skater

## W
- Wanderer: The Fragments of Fate
- Wanted Dead
- War Hospital
- War Mongrels
- Warhammer Age of Sigmar: Realms of Ruin
- Warhammer: Chaosbane Slayer Edition[65]
- Warhammer 40,000: Inquisitor Martyr Ultimate Edition
- Warhammer 40,000: Shootas, Blood & Teef
- Warhammer 40,000: Space Marine 2
- Watch Dogs: Legion[66]
- Way of the Hunter
  - Way of the Hunter: Hunting Season One
  - Way of the Hunter: Wild Expeditions
- We Are OFK
- We Love Katamari Reroll+ Royale Reverie
- Weird West
- Welcome to Paradize
- Werewolf: The Apocalypse - Earthblood[67]
- Whisker Waters
- Whisper Remastered
- White Day
- White Day 2: The Flower That Tells Lies
- Wild Bastards
- Wild Card Football
- Wild Hearts
- Wildermyth
- Wildshade Unicorn Champions
- Wingspan Special Edition
- Winning Post 10
- Winning Post 10 2024
- Winning Post 10 2025
- Winter Games 2023
- Winter Games Challenge
- Winter Sports Games
- Witchcrafty
- Witchspring R
- Withering Rooms
- Wizard with a Gun
- Wizardry: Proving Grounds of the Mad Overlord
- WiZmans World Re;Try
- Wo Long: Fallen Dynasty
- Wolf Fang / Skull Fang Saturn Tribute Boosted
- Wonder Boy Anniversary Collection
- Wonder Boy The Dragon's Trap
- World War Z Aftermath
- Worms Armageddon Anniversary Edition
- Worms Rumble[68]
- White Day
- Winter Games 2023
- Winter Sports Games
- Wo Long: Fallen Dynasty
- Wonder Boy Anniversary Collection (TL)
- Wonder Boy: The Dragon's Trap (Japon)
- WRC 9[69]
- WRC 10[70]
- WRC Generations
- Wreckfest
- Wreckreation
- WWI Isonzo
- WWI Tannenberg
- WWI Verdun
- WWE 2K22
- WWE 2K23
- WWE 2K24
- WWE 2K25
- Wytchwood

## X
- Xenon Valkyrie+ (TL)
- Xicatrice
- XIII
- Xuan Yuan Sword: The Gate of Firmament

## Y
- Yakuza: Like a Dragon[71]
  - Yakuza Like A Dragon + Like A Dragon Gaiden Bundle
- Yars Rising
- Yeah! You want “Those Games,” right? So here you go! Now, let's see you clear them! 1+2
- Yohane the Parhelion: Blaze in the deepblue
- Yohane the Parhelion: Numazu in the Mirage
- Yonder: The Cloud Catcher Chronicles - Enhanced Edition
- You Suck at Parking
- Ys VIII: Lacrimosa of Dana
- Ys IX: Monstrum Nox
- Ys X: Nordics
- Ys Memoire: The Oath in Felghana
- Yuoni
- Yurukill: The Calumniation Games

## Z
- Zapling Bygone
- Ziggurat II
- Zorro: The Chronicles

- Haut – A
- B
- C
- D
- E
- F
- G
- H
- I
- J
- K
- L
- M
- N
- O
- P
- Q
- R
- S
- T
- U
- V
- W
- X
- Y
- Z